# バビットメタル
バビットメタルは、すべり軸受用の合金（軸受合金）である。ホワイトメタルとも呼ばれる（ただし、単にホワイトメタルといった場合は、ハンダなどのスズ基の低融点合金一般をさす場合がある）。1839年にアイザック・バビット（Isaac Babbitt）が発明した。すべり軸受けに必要とされる機能は、軸とのなじみのいいこと（軟質の低融点合金が有利）、焼付きを起こしにくいこと、長時間使うことのできる耐摩耗性を有すること（硬質の金属が有利）、耐疲労性を有することであり、低融点のスズ・鉛を母材として硬質の微細組織を分散させることで、相反する機能のバランスをとっている。この合金を使用した軸受の進歩により面圧が高くてもころ軸受を使用せずにすべり軸受で足りるようになった。
一般的なバビット・メタルの組成は以下のとおりである。
- 90%スズ - 10%銅
- 89%スズ - 7%アンチモン -4%銅 --減摩合金とも呼ばれる。
- 80%鉛 - 15%アンチモン - 5%スズ

基本的に低荷重用の合金なので、現在ではエンジン用すべり軸受け表面のなじみ性を改善するために、厚さ0.1 mm以下の薄膜として用いられる。また、低融点で成型できる利点を生かしてメタルフィギュアやメタルキットなどの模型の素材として、ジャンル（ミリタリー、鉄道模型、キャラクター物）を問わず使われている。またスズの兵隊や鉛の兵隊の素材もこの金属である。他の用途として、エレベーターの主索（メインロープ）の末端部固定器具（ソケット）に注入処理し強度確保する為に用いられることもある。なお、模型・玩具関連では近年、環境汚染を引き起こし得る鉛の使用が制限されつつあり、徐々に他の合金へ移行しつつある。